# دانشگاه کاگوشیما
دانشگاه کاگوشیما (به ژاپنی: 鹿児島大学) یا کادای (به ژاپنی: 鹿大)، یک دانشگاه ملی در ژاپن، کاگوشیما، کاگوشیما است.

این دانشگاه سه پردیس دارد:
- شیموآراتا: گروه ماهی‌گیری
- ساکوراگائوکاما: گروه پزشکی
- کوریموتو: گروه مهندسی، علوم، کشاورزی، آموزش، علوم انسانی و ادبیات

رصدخانهٔ زمین‌لرزه و آتش‌فشان نانسئی-توکو این دانشگاه در کمیتهٔ ملی هماهنگی برای پیش‌بینی زمین‌لرزه حضور دارد.

## منایع
1. ↑  مشارکت‌کنندگان ویکی‌پدیا. «Kagoshima University». در دانشنامهٔ ویکی‌پدیای انگلیسی، بازبینی‌شده در ۱۳ آوریل ۲۰۱۱.